# أمين كريم
أمين كريم هو سياسي أفغاني، ولد في 1 مارس 1959. نشط حزبياً في حزب الإسلامي.